# Batasuna

De vlag van Batasuna

Batasuna (Baskisch voor eenheid) is een linksgeoriënteerde Baskische politieke partij (abertzale links), die traditioneel gezien wordt als de politieke vleugel van de Baskische afscheidingsbeweging ETA. De partij is vooral actief in Spanje (Navarra en Baskenland), maar heeft ook afdelingen in Frans Baskenland. Vanwege de banden met de ETA is de partij sinds 2003 verboden in Spanje. Ondanks het verbod, organiseert Batasuna regelmatig publieke manifestaties en stakingen.
Batasuna moedigt haar kiezers sinds het verbod aan te stemmen voor andere abertzale partijen: andere Baskische partijen die streven voor onafhankelijkheid van Spanje of meer autonomie.
Batasuna maakt deel uit van de Baskische Nationale Bevrijdingsbeweging, waartoe verder ook sociale organisaties, vakbonden, jeugdverenigingen en vrouwengroeperingen behoren. Men kan ze situeren in het linksnationalistische kamp.

## Geschiedenis

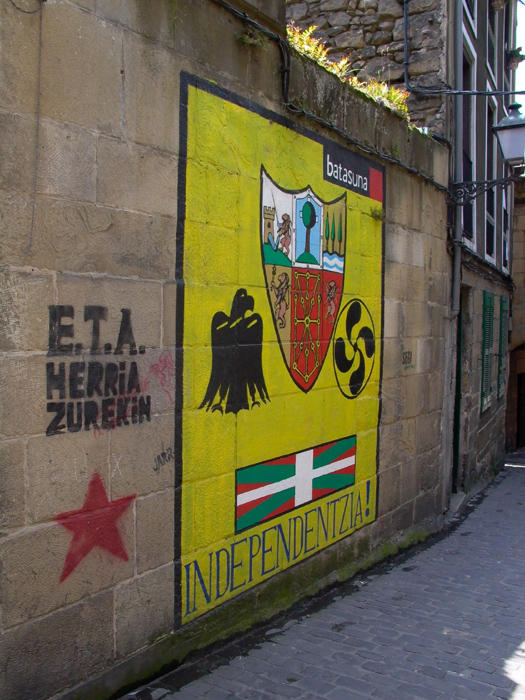
Een muurschildering van Batasuna

Batasuna werd opgericht in april 1978 als Herri Batasuna (Eenheid van het volk), een coalitie van linkse, nationalistische groeperingen als reactie op het afwijzen van de nieuwe Spaanse grondwet door de Baskische bevolking. De belangrijkste oprichters waren Telesforo de Monzón en Santiago Brouard. Bij de eerste verkiezingen waar Batasuna aan deelnam, haalde ze 170.000 of 13% van de stemmen in Baskenland.
Op 20 november 1984 werd Brouard in zijn kliniek vermoord door twee leden van de GAL, de Grupos Antiterroristas de Liberación, illegale doodseskaders van de Spaanse regering die staatsgevaarlijke personen moesten onschadelijk maken.
Van 1998 tot 2001 was de partijnaam Euskal Herritarrok, Wij Basken.
Na de bomaanslagen in Madrid van 11 maart 2004 verklaarde Batasuna dat de ETA niet betrokken was bij deze aanslag. De regering van premier José María Aznar hield desondanks vol dat niet Al Qaida maar de ETA verantwoordelijk was. Dit heeft bijgedragen aan het verlies van de verkiezingen van de Partido Popular.
Op 27 maart 2007 verklaarde de partij met nieuwe statuten en onder een nieuwe naam, "Abertzale Sozialista Batasuna", aan de lokale verkiezingen in mei 2007 deel te gaan nemen.
Tijdens een persconferentie op 3 januari 2013 kondigen Maite Goyenetxe en Jean Claude Aguerre, leiders van de Franse afdeling van de partij, de opheffing van de politieke beweging aan.

## Voetnoten
1. ↑  La izquierda abertzale registra un nuevo partido político, GARA, 27 maart 2007
2. ↑  Pays basque: Batasuna tourne définitivement la page, Le Figaro, 3 januari 2013